# Tiger
Tiger (znanstveno ime Panthera tigris) je največji predstavnik mačk, saj lahko zraste do 230 cm dolžine, z dodatno več kot 1 meter dolgim repom. Prepoznamo ga po oranžnem kožuhu s črnimi progami. Med podvrstami so precejšne razlike v velikosti, barvi in vzorcu.
Tiger je samotar. Le v času parjenja se nekaj časa druži s samico, ki po 13-16 tednih brejosti skoti 2-4 mladičke.

## Varstvo
Tigra ogrožajo divji lov, uničevanje okolja in pomanjkanje plena. Zadnji ostanki tigrov so razkropljeni po vzhodni Rusiji, na Kitajskem in Sumatri ter med Vietnamom in Indijo. Čeprav je v glavnem povsod zavarovan, se divji lov nadaljuje zardi krzna in potreb kitajskega tradicionalnega zdravilstva.

## Opis
Tiger je največji in verjetno tudi najnapadalnejši član mačje družine. Na voljo mora imeti širno območje, da nalovi dovolj hrane za preživetje. Zaradi tega pogosto prihaja v stik z ljudmi. Danes živi v divjini manj kot 5000 tigrov. Tigri živijo v težko prehodnih gozdovih Azije, kjer so po navadi dobro skriti. Za razliko od večine drugih mačk imajo radi vodo in veliko plavajo ali pa se v vodi samo hladijo. Lov na tigre ima dolgo zgodovino. Včasih so za to uporabljali slone , ker je bil lovec na njem sorazmerno varen, pa še dober razgled je imel. Poznamo osem podvrst tigrov in prav vsem grozi izumrtje. Med seboj se razlikujejo po velikosti in barvi kožuha. Najredkejša je bela barva kožuha. V živalskih vrtovih so zredili več kot 100 belih tigrov. Nekoč so opazili celo tigra brez prog. Največji in najredkejši je sibirski tiger, ki tehta do 385 kg. Skoči lahko 12 metrov daleč, kar je štirikrat dlje, kot meri njegov trup. Na različna okolja se privadi v zgolj par dneh , ker ima zelo pametno levo stranico možganov hkrati pa desno uporablja za spomin. Po starem zapisu iz italijanske knjige Divje zveri so tigri razglašeni za 2. najlepše živali. 

## Videoposnetki
Videoposnetki Panthera tigris v Disneyevem živalskem kraljestvu
- Panthera tigris, št. 1 (o datoteki)
- Panthera tigris, št. 2 (o datoteki)
- Panthera tigris, št. 3 (o datoteki)
- Panthera tigris, št. 4 (o datoteki)
- Panthera tigris, št. 5 (o datoteki)
- Panthera tigris, št. 6 (o datoteki)
- Panthera tigris, št. 7 (o datoteki)
- Panthera tigris, št. 8 (o datoteki)
- Imate težave s predvajanjem? Na razpolago je pomoč za predstavnostno gradivo.